# Pirogallolo idrossitrasferasi
La pirogallolo idrossitrasferasi è un enzima appartenente alla classe delle ossidoreduttasi, che catalizza la seguente reazione:
1,2,3,5-tetraidrossibenzene + 1,2,3-triidrossibenzene ⇄ 1,3,5-triidrossibenzene + 1,2,3,5-tetraidrossibenzene
Il 1,2,3,5-tetraidrossibenzene agisce come co-substrato per la conversione del pirogallolo in floroglucinolo, e per un certo numero di simili isomerizzazioni. L'enzima al momento si trova in questa classe, ma potrebbe essere considerato come base per una nuova classe di transferasi, analoga alle amminotransferasi.